# Maurizio Pollini
Maurizio Pollini (Milà, 5 de gener de 1942 - 23 de març de 2024) fou un pianista italià. Considerat un dels millors pianistes contemporanis, s'aprecien especialment les seves interpretacions de Chopin, Schumann, Beethoven i de compositors moderns com Pierre Boulez, Karlheinz Stockhausen, Luigi Nono, Giacomo Manzoni i Salvatore Sciarrino. Són memorables les seves col·laboracions amb directors com Claudio Abbado, Karl Böhm i Pierre Boulez.
Es va fer mereixedor del Premi Grammy, el Premi Ernst von Siemens en 1996 i el Premi Imperial del Japó en 2010. Va rebre la condecoració de l'Ordre al Mèrit de la República Italiana en grau de Cavaller l'any 2000 i la Medalla d'Or de la Cultura i l'Art. Va rebre el doctorat honoris causa de la Universitat Complutense de Madrid al juny de 2013.
El seu fill Daniele Pollini, nascut el 1978, és director d'orquestra i pianista.

## Orígens i primers estudis
Va néixer a Milà, fill de l'arquitecte racionalista Gino Pollini i de la música Renata Melotti, tots dos italians. És nebot de l'escultor Fausto Melotti. Es va iniciar al piano amb la seva mare; va estudiar l'instrument amb Carlo Lonati fins a l'edat de 13 anys, i a partir de llavors amb Carlo Vidusso, fins als 18.
Va rebre un diploma del Conservatori de Milà i el 1960 va guanyar el primer premi en el Concurs Internacional de Piano Frédéric Chopin a Varsòvia, moment en el qual Arthur Rubinstein, qui dirigia el jurat, va pronunciar la seva cèlebre frase: «Aquest noi toca tècnicament el piano millor que qualsevol membre del jurat». Poc després, va gravar per EMI el Concert per a piano núm. 1 en mi menor, de Frédéric Chopin, amb l'Orquestra Philharmonia, dirigida per Paul Kletzki, i va gravar també presentacions dels estudis de Chopin. Quan l'Orquestra Philharmonia va oferir a Pollini una sèrie de concerts, ell va manifestar el que Peter Andry, productor de EMI, va denominar "una aparent crisi de confiança".

## Estudis amb Arturo Benedetti Michelangeli
A partir d'aquest moment, va estudiar amb Arturo Benedetti Michelangeli, de qui es diu que va adquirir "una tècnica precisa i un control emocional", encara que alguns crítics asseguren que la influència de Michelangeli va generar en ell un estil "amanerat i fred".
A principis de la dècada de 1960, Pollini va començar a presentar-se menys en concerts i a ocupar més temps estudiant i expandint el seu repertori. A principis dels setanta van començar els enregistraments que convertirien a Pollini en una llegenda. Entre aquests treballs cal destacar els 24 estudis de Chopin (Deutsche Grammophon/Polygram, 1972), pedra angular per a molts estudiants de piano. Ha fet recitals i ha actuat amb importants orquestres a Europa, els Estats Units i a l'Extrem Orient. Als Estats Units es va presentar per primera vegada el 1968. Va fer la seva primera gira per Japó el 1974.

## Activisme polític
En les dècades de 1960 i de 1970, va ser un activista polític d'esquerra. Va col·laborar amb el compositor Luigi Nono en obres com ara Com una ona força i llum (1972), on va expressar el duel per l'assassinat de Luciano Cruz, líder del Front Revolucionari Xilè. Es va presentar al costat de Claudio Abbado a La Scala en un cicle de concerts per a estudiants i treballadors, en un intent per construir una nova audiència, ja que pensaven que l'art ha de ser per a tots.
Expressa així la seva visió de la cultura: "Crec en la concepció progressiva de la cultura, en tots els seus aspectes. La tornada al passat, sota qualsevol forma que sigui, no m'interessa. Els resultats vàlids per a la creació em semblen provenir de l'adreça progressiva i progressista de l'art musical. La cultura és una espècie de cerca permanent de la utopia. No tindríem auditoris ni museus sense aquest component."

## Interpretacions especials
El 1985, amb motiu del tricentenari de Johann Sebastian Bach, va executar el primer llibre complet d'El clavecí ben temprat. El 1987, va interpretar tots els concerts per a piano de Ludwig van Beethoven a Nova York, acompanyat per l'Orquestra Filharmònica de Viena, dirigida per Claudio Abbado, i en aquesta ocasió va rebre l'Anell Honorari de l'orquestra. Entre 1993 i 1994, va interpretar per primera vegada el cicle complet de les Sonates per a piano de Beethoven a Berlín i a Múnic i després també a Nova York, Milà, París, Londres i Viena. En el Festival de Salzburg de 1995, va inaugurar l'anomenat "Progetto Pollini", una sèrie de concerts en el qual es van barrejar obres velles i noves. Una altra sèrie similar es va presentar en el Carnegie Hall el 2000-2001, amb el títol "Perspectives: Maurizio Pollini", i en el Royal Festival Hall de Londres, en 2010-2011, amb l'anomenat "Pollini Project", una sèrie de cinc concerts amb programes que incloïen música de Bach i de Karlheinz Stockhausen.
El 2014, es va presentar en una gira que va incloure el Festival de Salzburg i la seva presentació en el Festival Musical Rheingau, com a part del qual va interpretar, en el Kurhaus de Wiesbaden, els Preludis de Chopin (Op. 28) i el llibre 1 dels Preludis de Claude Debussy.
El març del 2012 es va anunciar que Pollini havia cancel·lat totes les seves properes presentacions als Estats Units, a causa de raons de salut.

## Repertori
El gruix del repertori de Pollini es pot dividir en dos blocs. D'una banda, el representat per la tradició pianística clàssica i romàntica que arrenca amb J. S. Bach, Mozart, prossegueix amb Beethoven, Schubert, Chopin i Schumann fins a arribar a Brahms. D'altra banda, el representat per les composicions modernes que van des dels autors de l'Escola de Viena — Schönberg, Webern — fins a la música contemporània, àmbit en el qual Pollini s'ha erigit en l'especialista més gran del seu temps. No hi ha recital seu en el qual no es programi alguna peça de música contemporània.
En les seves interpretacions de Debussy i Prokófiev posa l'èmfasi en les complicades situacions tècniques que les seves obres presenten i que són un repte per a qualsevol pianista. La seva versió de les escenes de Petruixka de Stravinski adaptades al piano són d'absoluta referència.

## Estil interpretatiu
Per al crític Harold C. Schoenberg Maurizio Pollini, "més que qualsevol, és el paradigma per excel·lència de l'estil modern. Com a tècnic és perfecte, tranquil i impecable; qualsevol cosa que toc suscita enveja i por en els seus col·legues. Pot fer el que vulgui amb el piano i tot ho fa de la mateixa manera: amb objectivitat, col·locant-se fos de la música, sense cap compromís emocional fervent. Senzillament produeix sons bells, ben organitzats i impersonals. Té un repertori que cobreix la major part de la literatura i ho toca tot amb la mateixa serena perfecció... El jurat del Concurs “Chopin” va haver de quedar encantat amb Pollini. Era el tipus perfecte de pianista de concurs: executant de tècnica àmplia però gens ostentosa, un músic que tenia en compte totes les coses agradables, de tempi assenyats, sense rastres d'excentricitat. Els jurats de concursos adoren a aquest tipus de pianista. Així era Pollini, i així és avui: un pianista que representa el control absolut d'una computadora. Com a tal és el suprem símbol pianístic de la seva època, i per això un ideal per als pianistes joves que pensen com ell i desitgen complir els seus objectius amb tant èxit com ell. Per a molts d'ells, Pollini és amb molt el més gran pianista actual."
Per Pollini, la fidelitat a la partitura és essencial i des d'aquí es va edificant la complexa arquitectura sonora de l'obra a interpretar. L'expressivitat i el bon gust resideixen precisament aquí, lluny de consideracions subjectives que poden entelar la veritable naturalesa de l'obra a executar. En aquest estil distant Pollini és un dels millors intèrprets de Chopin, un músic que precisament destaca per l'alt component emotiu de les seves composicions. D'altra banda, les versions beethovenianas de Pollini presenten una sobrietat que permet accedir a la més pura veritat de la música del genial compositor. Per Pollini, Beethoven no deu executar-se sota uns pressupostos dolços o excessivament melòdics, sinó amb tota la violència requerida en els freqüents canvis dinàmics tan típics de la seva música. Les seves lectures de les sonates beethovenianas són considerades de referència juntament amb les de Emil Gilels i les de Daniel Barenboim i evidencien si escau un acusat distanciament de la tradició interpretativa romàntica, proposant un acostament molt més cerebral i objectiu.
Tota la tècnica desplegada per Pollini respon a un dur treball personal en el qual inverteix quatre hores cada dia, encara que el pianista milanès recomana no sobrepassar aquest temps dedicat als exercicis per evitar caure en una obsessió que pot resultar molt contraproduent.
Admirador de Rubinstein, Horowitz i Arrau, possiblement el pianista més influent en la seva carrera hagi estat Arturo Benedetti-Michelangeli, un intèrpret amb qui ha estat sempre comparat, malgrat que els plantejaments pianístics de tots dos músics no s'assemblen més que superficialment.

## Discografia
- Bach, Clave ben temperat I - Pollini, 2009 Deutsche Grammophon
- Bartok, Concerts per piano n. 1 i 2 - Pollini/Abbado, 1977 Deutsche Grammophon
- Beethoven, Concerts piano n. 1 a 5/Fantasia op.80 "Corale" - Pollini/Jochum/Böhm/Abbado, Deutsche Grammophon
- Beethoven, Concerts piano n. 1 a 5 - Abbado/Pollini/Berliner Philharmoniker, 1992 Deutsche Grammophon
- Beethoven, Concerts piano n. 1, 2 - Pollini/Abbado/Berliner Philharmoniker, 1992 Deutsche Grammophon
- Beethoven, Conc. p. n. 1/Fantasia coral - Pollini/Jochum/Abbado/Wiener Philharmoniker, 1983/1988 Deutsche Grammophon
- Beethoven, Conc. p. n. 3, 4 - Pollini/Abbado/BPO, 1992 Deutsche Grammophon
- Beethoven, Conc. p. n. 3, 4 - Pollini/Böhm/Wiener Philharmoniker, 1976/1977 Deutsche Grammophon
- Beethoven, Conc. p. n. 5 - Pollini/Abbado/BPO, 1993 Deutsche Grammophon
- Beethoven, Conc. p. n. 5 - Pollini/Böhm/Wiener Philharmoniker, Deutsche Grammophon
- Beethoven, Sonates piano n. 1 a 32 - Pollini, 1977/2014 Deutsche Grammophon
- Beethoven, Sonates piano n. 4, 9, 11 - Pollini, 2012 Deutsche Grammophon
- Beethoven, Sonates p. n. 5-8 - Pollini, 2002 Deutsche Grammophon
- Beethoven, Són. p. n. 8, 14, 15, 17, 21, 23, 26 - Pollini, 1988/2002 Deutsche Grammophon
- Beethoven, Són. p. n. 13-15 - Pollini, 1991 Deutsche Grammophon
- Beethoven, Són. p. n. 17, 21, 25, 26 - Pollini, Deutsche Grammophon
- Beethoven, Són. p. n. 22-24, 27 + cd bonus alt. live rec. n. 23 i 24 - Pollini, 2002 Deutsche Grammophon
- Beethoven, Són. p. n. 28-32 - Pollini, Deutsche Grammophon
- Beethoven, Variacions Diabelli - Pollini, 1998 Deutsche Grammophon
- Brahms, Concert piano n. 1 - Pollini/Thielemann/Staatskapelle Dresden, 2011 Deutsche Grammophon - Tiro Award
- Brahms, Concerts piano n. 1 i 2 - Pollini/Abbado/Berliner Philharmoniker, Deutsche Grammophon
- Brahms, Concerts piano n. 1 i 2 - Pollini/Böhm/Abbado, Deutsche Grammophon
- Brahms, Concerts piano n. 1 i 2 (Live, Semperoper Dresden) - Pollini/Thielemann/Dresden SK, 2011/2013 Deutsche Grammophon
- Brahms, Concert piano n. 2 (Live, Semperoper Dresden, Gennaio 2013) - Pollini/Thielemann/Staatskapelle Dresden, Deutsche Grammophon
- Brahms, Quintet piano - Pollini/Quart. Italià, 2004 Deutsche Grammophon
- Chopin, Balades n. 1 a 4/Fantasia op. 49/Preludi op. 45 - Pollini, 1999 Deutsche Grammophon
- Chopin, Integral Chopin del 1972 al 2008 - Pollini, 1972/2007 Deutsche Grammophon
- Chopin, Nocturns n. 1 a 18 (editi in vita) - Pollini, 2005 Deutsche Grammophon.
- Chopin, Poloneses n. 1 a 7 - Pollini, 1976 Deutsche Grammophon
- Chopin, Preludis n. 1 a 24 - Pollini, 1975 Deutsche Grammophon
- Chopin, Preludis n. 1 a 24/Nocturns op. 27/Masurques op. 30/Scherzo n. 2 - Pollini, 2012 Deutsche Grammophon
- Chopin, Sonates piano n. 2 i 3 - Pollini, 1984 Deutsche Grammophon
- Chopin, Sonates piano n. 2/Balada n. 2/Masurques op. 33/Valsos op. 34 - Pollini, 2007 Deutsche Grammophon
- Chopin, Estudis n. 1 a 24 - Pollini, 1972 Deutsche Grammophon
- Chopin, Estudis/Preludis/Poloneses - Pollini, 1972/1976 Deutsche Grammophon
- Debussy, Preludis (Llibre I) / Isle joyeuse - Pollini, 1998 Deutsche Grammophon
- Debussy, Estudis n. 1 a 12/Alban Berg, Sonata op.1 - Pollini, 1992 Deutsche Grammophon
- Liszt, Sonata piano/Nuages/Lugubre gondola - Pollini, Deutsche Grammophon
- Mozart, Concerts piano n. 12, 24 (live, Vienna, giugno 2007) - Pollini/Wiener Philharmoniker, Deutsche Grammophon
- Mozart, Concerts piano n. 17, 21 - Pollini/Wiener Philharmoniker, 2005 Deutsche Grammophon Tiro Award 2007
- Mozart, Conc. p. n. 19, 23 - Böhm/Pollini/Wiener Philharmoniker, 1976 Deutsche Grammophon
- Nono, Com una ona/Sofferte onde - Pollini/Abbado/Bayer. RSO, Deutsche Grammophon
- Schoenberg, Obres per a piano - Pollini, Deutsche Grammophon
- Schubert, Sonates piano D.958-960/Allegretto D. 915/Klavierstücke D.946 - Pollini, 1986 Deutsche Grammophon
- Schubert, Enregistraments complets - Pollini, 1973/1987 Deutsche Grammophon
- Schubert - Schumann, Fantasia D.760/Fantasia op.17 - Pollini, Deutsche Grammophon
- Schubert - Schumann, Sonata piano D.845/Sonata piano n. 1 op. 11 - Pollini, 1973 Deutsche Grammophon
- Schumann, Concert piano/Estudis simfònics - Pollini/Abbado/BPO, Deutsche Grammophon
- Schumann, Davidsbündler/Concert sense orquestra (Sonata n. 3) - Pollini, 2000 Deutsche Grammophon
- Schumann, Kreisleriana/Gesänge der Frühe/Allegro op. 8 - Pollini, 2001 Deutsche Grammophon
- Pollini, Maurizio Pollini Edition amb bonus CD - Varsòvia 1960/Salzburg 1974, Deutsche Grammophon
- Pollini, Música per a piano del segle XX - Stravinsky/Prokofiev/Boulez/Webern/Debussy/Bartòk/Schoenberg, 1973/1998 Deutsche Grammophon
- Pollini, Stravinsky, Prokofiev, Webern - Deutsche Grammophon
- Pollini, The Art of Maurizio Pollini/ - Edició limitada pel seu 70º aniversari, 1960/2008 Deutsche Grammophon
- Pollini Abbado, Tots els enregistraments Deutsche Grammophon - Pollini/Abbado/BPO/WPO/ CSO/Bayer. Rundfunks, 1973/1997 Deutsche Grammophon
- Grans Pianistes del Segle XX. Vols. 78 i 79. Phillips